# Hello Happiness
A Hello Happiness Chaka Khan amerikai énekesnő 12. stúdióalbuma, mely 2019. február 15-én jelent meg. Ez az első új anyaga a 2007-es Funk This című lemeze óta. Az albumról két kislemez jelent meg, a "Like Sugar" és a "Hello Happiness" című dalok. Utóbbit először a 2019-es Rose Parádén adta elő az énekesnő Kaliforniában.

## Előzmények
Khan kijelentette, hogy nem hagyja abba a zenélést a "Funk This" című album megjelenése után, csak egyszerűen időre van szüksége, mivel megviselte 2016-ban Prince halála, és átgondolja drogfüggőségét a rehabilitáció érdekében.

## Zene
Az album kortárs érzetet, és erőteljes visszhangokat idéz elő a 70-es évek beli disco korszakból. Az album dalainak írásában Khan is részt vett, és elmondta, hogy azt hiszi, hogy nem kell minden kis dolgot komolyan venni, a kis dolgok is ugyanolyan fontosak.

## Kritikák
| Szakmai értékelés      | Szakmai értékelés |
| ---------------------- | ----------------- |
| Összesített pontszámok |                   |
| Metacritic             | 68/100            |
| Egyéb értékelések      |                   |
| Értékelő               | Értékelés         |
| AllMusic               | [ 5 ]             |
| Chicago Tribune        | [ 6 ]             |
| Exclaim!               | 6/10              |
| Pitchfork              | 5.9/10            |

A "Hello Happiness" vegyes értékelést kapott a kritikusoktól. A Metacritic a 100-ból 68-at adott az albumnak, mely egy átlagos pontszámnak számít, és kedvező értékelést jelent.

## Számlista
| 1.    | Hello Happiness   | Yvette Stevens • David Taylor • Sarah Ruba Taylor • Thomas Gill • Samuel Wilkes                      | Switch • Sarah Ruba                 | 3:56 |
| 2.    | Like a Lady       | Stevens • D. Taylor • S. Taylor • Sanford Livingston • Amy Stroup • Troydon Murison • Lincoln Cleary | Livington • Switch • Ruba • Murison | 5:00 |
| 3.    | Don't Cha Know    | Stevens • D. Taylor • S. Taylor • Sanford Livingston • Amy Stroup • Troydon Murison • Lincoln Cleary | Khan • Switch • Ruba • Murison      | 3:18 |
| 4.    | Too Hot           | Stevens • D. Taylor • S. Taylor • Andrea Fratangelo • Murison • Cleary • Eddie Lee Langolis          | Khan • Switch • Ruba • Bot          | 3:45 |
| 5.    | Like Sugar        | Stevens • D. Taylor • S. Taylor • William Curtis • John Flippin                                      | Switch • Ruba                       | 3:59 |
| 6.    | Isn't That Enough | Stevens • D. Taylor • S. Taylor                                                                      | Switch • Ruba • Murison             | 3:31 |
| 7.    | Ladylike          | Stevens • D. Taylor • S. Taylor • Stroup • Ricardo Rouse • Livingston                                | Switch • Ruba • Murison             | 3:45 |
| 27:14 |                   | |                                     |      |

## Slágerlista
| Slágerlista (2019)                         | Legjobb helyezések |
| ------------------------------------------ | ------------------ |
| Belgium (Ultratop Flandria)                | 70                 |
| Hollandia (Dutch Charts Album Top 100)     | 178                |
| Egyesült Királyság (Scottish Albums)       | 10                 |
| Svájc (Schweizer Hitparade Top 100 Albums) | 32                 |
| Egyesült Királyság (UK Albums Chart)       | 18                 |
| US Albums (Billboard)                      | 48                 |

## Megjelenési előzmények
| Régió     | Dátum             | Formatum              | Label  |
| --------- | ----------------- | --------------------- | ------ |
| Különböző | 2019. február 15. | Digitális letöltés CD | Island |
| Különböző | 2019. március 1.  | LP                    | Island |